# Miguel A. Núñez Jr.
Miguel A. Núñez Jr. (New York, 11 agosto 1964) è un attore statunitense.

## Biografia
Attore con origini messicane e dominicane, nato nel 1964 in una famiglia di nove bambini, viene allevato dai nonni a Wilson, nella Carolina del Nord. Esordisce nel 1984 nel film Non toccate le ragazze, seppur con un ruolo marginale. Nel 1985 recita in Il ritorno dei morti viventi, mentre nel 1987 recita in Vietnam addio, ottenendo uno dei ruoli principali. Nel 1994 si sposa con Yulanda Simon, con cui ha due figlie: Mia (1995) e Micole (1999). Nel 2002 ottiene il ruolo di protagonista in Juwanna Mann, ed un altro ruolo importante in Scooby Doo. Nel 2005 è uno dei personaggi ricorrenti nello spin-off di Friends, Joey. Ha recitato anche in vari film e commedie destinate attualmente al solo pubblico americano: un esempio è School (2014), musical di cui Núñez è anche produttore esecutivo.

## Filmografia parziale
| Anno | Film                              | Ruolo                         | Tipo                                   | Precisazioni                                                                                             |  |
| ---- | --------------------------------- | ----------------------------- | -------------------------------------- | --- |  |
| 1984 | Automan                           | Parcheggiatore                | Serie televisiva                       | |  |
| 1984 | Trapper John                      | Thalmus                       | Serie televisiva                       | |  |
| 1984 | Non toccate le ragazze            | Jock nº2                      | Film                                   | |  |
| 1985 | Venerdì 13: Il terrore continua   | Demone                        | Film                                   | |  |
| 1985 | Il ritorno dei morti viventi      | Spider                        | Film                                   | |  |
| 1985 | Gus Brown and Midnight Brewster   |                               | Film per la televisione                | |  |
| 1985 | HeartBeat                         | Sam                           | Film per la televisione                | |  |
| 1985 | Ai confini della realtà           | Trojan                        | Serie televisiva                       | Solo nell'episodio "Demoni" (1x16)                                                                       |  |
| 1985 | What's Happening Now!             |                               | Serie televisiva                       | Solo nell'episodio "Married or Not" (1x4)                                                                |  |
| 1986 | Pericolosamente vicini            | Leon Bigs                     | Film                                   | |  |
| 1986 | Jumpin' Jack Flash                | Teppista di strada            | Film                                   | |  |
| 1987 | Isabel's Honeymoon Hotel          |                               | Serie televisiva                       | Solo nell'episodio 1.1                                                                                   |  |
| 1987 | Amen                              | Jerome                        | Serie televisiva                       | Solo in due episodi della prima stagione: - The Deacon Delivers (1x4) - Yes Sir, That's Your Baby (1x16) |  |
| 1987 | Vietnam addio                     | Soldato Marcus Taylor         | Serie televisiva                       | |  |
| 1987 | 1988                              | Action Jackson                | Teppista/Criminale in sala da biliardo | Film |  |
| 1989 | Harlem Nights                     | Uomo con il naso rotto        | Film                                   | |  |
| 1990 | Zona d'ombra                      | Wiley                         |                                        | |  |
| 1992 | Arma letale 3                     | Membro della SQUAD nº 4       |                                        | |  |
| 1992 | Round Trip to Heaven              | Leon                          |                                        | |  |
| 1992 | Il segreto (film 1992)            | Wickford                      |                                        | |  |
| 1994 | Hard Vice                         | Bugs                          |                                        | |  |
| 1994 | I ribelli                         | Rodney                        |                                        | |  |
| 1994 | Street Fighter - Sfida finale     | Dee Jay                       |                                        | |  |
| 1995 | Slam Dunk Ernest                  | T.J.                          |                                        | |  |
| 1995 | Carnosaur 2                       | Ed Moses                      |                                        | |  |
| 1995 | My Wildest Dreams                 | Chandler Trapp                |                                        | |  |
| 1996 | A Thin Line Between Love and Hate | Reggie                        |                                        | |  |
|      | Sparks                            | Maxey Sparks                  |                                        | |  |
| 1997 | Leprechaun 4: Nello spazio        | Sticks (voce)                 |                                        | |  |
| 1997 | In ricchezza e in povertà         | Agente Frank Hall             |                                        | |  |
| 1998 | Why Do Fools Fall in Love         | Little Richard (da giovane)   |                                        | |  |
| 1999 | Life                              | Biscuit                       |                                        | |  |
| 2000 | If You Only Knew                  | Troy                          |                                        | |  |
| 2000 | La famiglia del professore matto  | Scienziato                    |                                        | |  |
| 2001 | Tara                              | J. D. Mogo (voce)             |                                        | |  |
| 2001 | MacArthur Park                    | Blackie                       |                                        | |  |
| 2001 | Flossin                           | Principale Jones              |                                        | |  |
| 2002 | Zig Zag                           | Bentley                       |                                        | |  |
| 2002 | Scooby-Doo                        | Stregone Voodoo               |                                        | |  |
| 2002 | Juwanna Mann                      | Jamal Jeffries / Juwanna Mann |                                        | |  |
| 2002 | Pluto Nash                        | Miguel                        |                                        | |  |